# Oryx
Az Oryx az emlősök (Mammalia) osztályának párosujjú patások (Artiodactyla) rendjébe, ezen belül a tülkösszarvúak (Bovidae) családjába és a lóantilopformák (Hippotraginae) alcsaládjába tartozó nem.
Ez a taxon négy nagytestű antilopot összefoglaló emlősnem. Ezek közül három Afrika száraz részein él, míg az egyik az Arab-félsziget lakója. Szőrzetük fajtól függően világos szürke vagy fehér, a pofán és a lábakon fekete mintázattal. A hosszú szarvaik majdnem egyenesek. Ezek közül kivételt képez a kardszarvú antilop, melynek szarvai meggörbültek, a lábain hiányzanak a fekete mintázatok, a pofáján a szemek környékén halványbarna foltozás látható és a nyaka okker sárgásbarna.
Az arab bejzát csak a fogságban végzett tenyészprogramok mentették meg a kihalástól. Manapság több helyre is visszatelepítették.

A kardszarvú antilopot vadon kihaltnak minősítették; kizárólag állatkertekben és tenyészprogramok keretében létezik. Állatkertekben vagy vadasparkokban több ezer példánya megtalálható világszerte. Néhány Oryx-faj, köztük a kardszarvú antilop is néhány Amerikai Egyesült Államokbeli (Texas és Új-Mexikó) vadasparkban látható. Az új-mexikói White Sands National Monumenthez tartozó White Sands Rakétakísérleti Telepre betelepítettek néhány nyársas antilopot, melyek elszaporodva inváziós fajjá váltak.

## Neve
Az Oryx megnevezés görög eredetű, Ὂρυξ vagy óryx = „egy fajta antilop”; többes számban óryges. Hérodotosz görög történetíró egy líbiai „Orus” nevű gazelláról ír. Ez a megnevezés az oruttoo vagy orussoo igékből eredhet, és jelentése: „ásni” vagy „az, amelyik ás”. Köztudott tény, hogy Oryx-fajok gyökerek vagy gumók, és hűvösebb talajréteg után ásnak.

## Életmódja
Az összes faj ebben a nemben a sivatagokat és félsivatagokat kedveli. Hosszú időn keresztül bírják víz nélkül. Akár 600 fős csordát is alkothatnak. Az újszülött borjú néhány perc múlva lábra áll és együtt menekül a csordával. Úgy a bikának, mint a tehénnek hosszú és állandó szarva van. A szarv keskeny és egyenes, a kardszarvú antilop kivételével. Egyes beszámolók szerint ezek az antilopok oroszlánt is ölhetnek a szarvaikkal. A nagyra becsült szarvuk miatt az ember mértéktelenül vadászta őket, emiatt az idők során mindegyikük a kihalás szélére sodródott.

## Rendszerezés
A nembe az alábbi 4 élő faj tartozik:
- bejza (Oryx beisa) (Rüppell, 1835)[7]
- kardszarvú antilop (Oryx dammah) (Cretzschmar, 1827)
- nyársas antilop (Oryx gazella) (Linnaeus, 1758) - típusfaj
- arab bejza (Oryx leucoryx) (Pallas, 1777)

## Képek

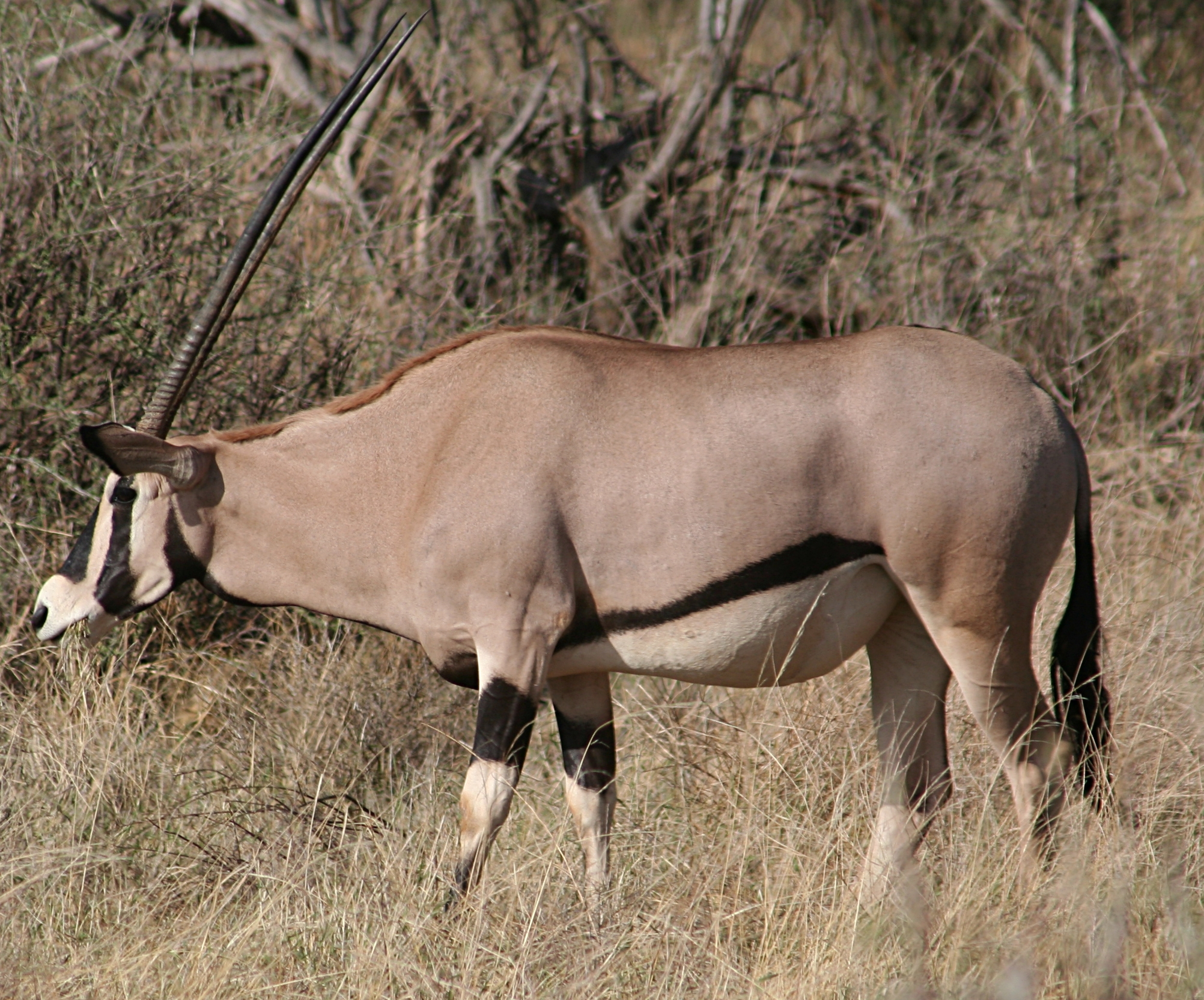
Oryx beisa
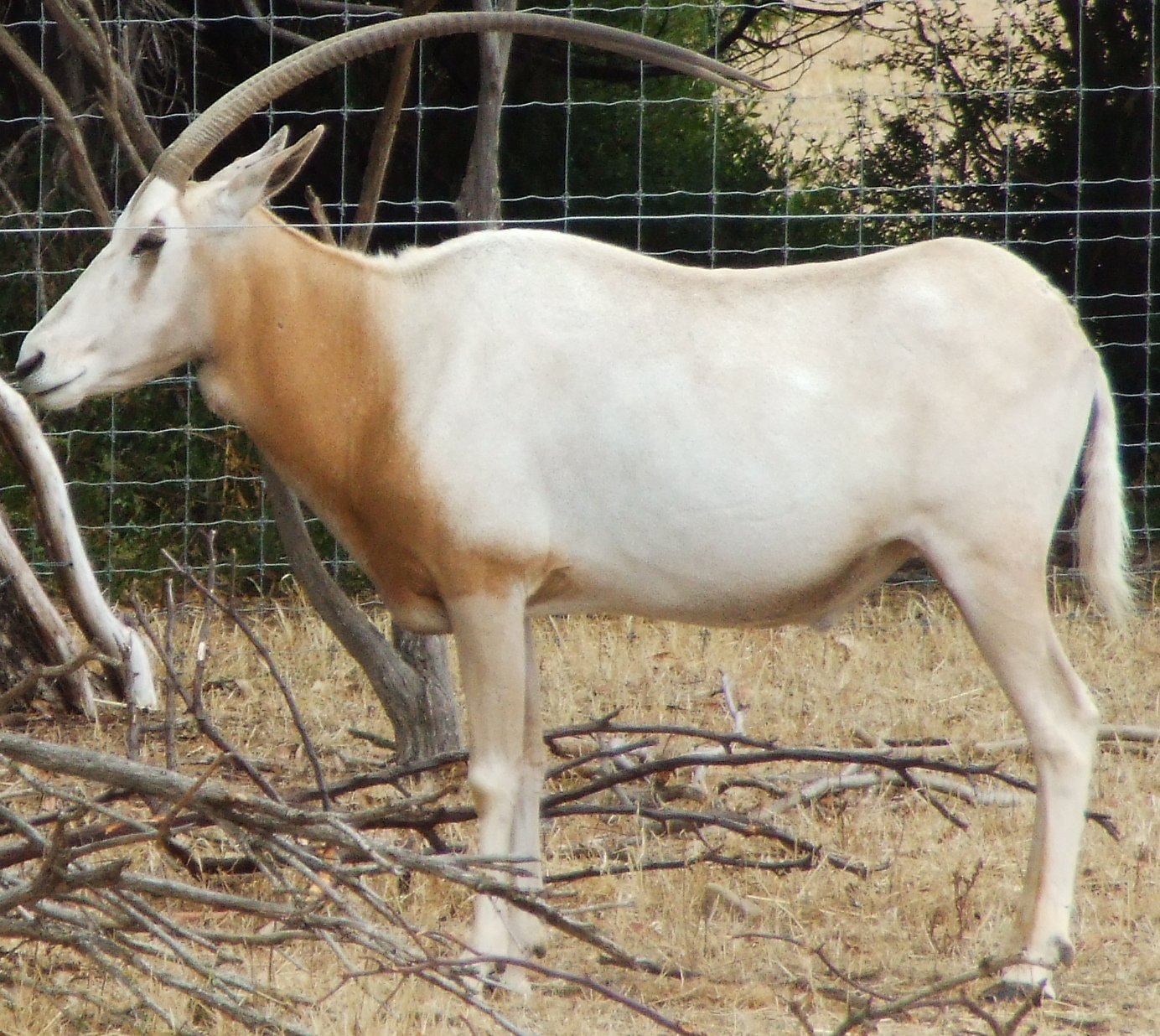
Oryx dammah
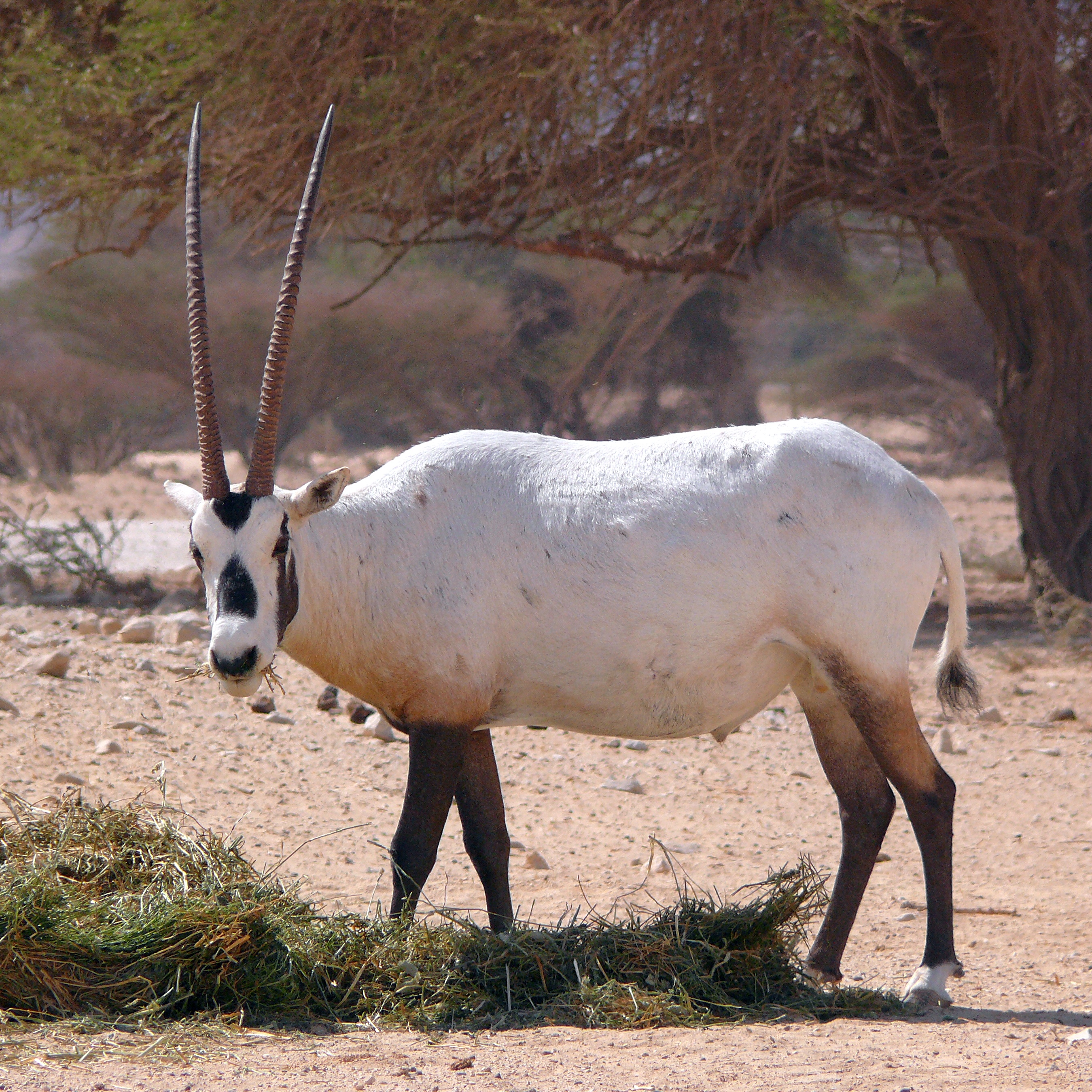
Oryx leucoryx

### Fordítás
- Ez a szócikk részben vagy egészben  az   Oryx című angol Wikipédia-szócikk ezen változatának fordításán alapul.  Az eredeti cikk szerkesztőit annak laptörténete sorolja fel. Ez a jelzés csupán a megfogalmazás eredetét és a szerzői jogokat jelzi, nem szolgál a cikkben szereplő információk forrásmegjelöléseként.